# Рибниковське
Ри́бниковське (рос. Рыбниковское) — село у складі Каменського міського округу Свердловської області.
Населення — 950 осіб (2010, 1034 у 2002).
Національний склад станом на 2002 рік: росіяни — 96 %.